# Logrus
Logrus je pomični, trodimenzionalni labirint u Dvorima Kaosa i suprotnost je Uzorku u Amberu. Dok se Uzorak ne mijenja i predstavlja Red, Logrus se konstantno mijenja i predstavlja principe Kaosa. Onaj tko hoda Logrusom dobiva moć putovanja kroz sjene, ali i dodatnu moć da poseže za određenim predmetima iz svjetova sjena. 
Hodanje Logrusom je također jako teško i rizično. Potencijalni šetači prolaze dodatni trening, ali uspjeh više ovisi o želji nego o znanju. 
Pored opasnosti od smrti, neki koji su hodali Logrusom doživjeli su određene oblike mentalnog poremećaja, premda se to najčešće događa slabima i onima koji nemaju krvi Kaosa. Kao što je Dworkin čuvar Uzorka, Suhuy je čuvar Logrusa i ujedno član plemenite obitelji Kaosa.